# Otto (arcybiskup Bremy)
Otto (ur. ok. 1364 r., zm. 30 czerwca 1406 r.) – biskup Verden w latach 1388–1395 oraz arcybiskup Bremy od 1395 r. z dynastii Welfów.

## Życiorys
Otto był drugim synem księcia Brunszwiku i Lüneburga Magnusa II Młodszego oraz Katarzyny, córki księcia Anhalt-Bernburg Bernarda III. Bardzo młody w chwili śmierci ojca w 1373 r. został przeznaczony do stanu duchownego (starsi bracia zostali uwzględnieni w układzie między Welfami i Askańczykami zawartym wówczas w toku wojny o sukcesję w Lüneburgu). Objął godność prepozyta w Brunszwiku. Gdy jego starsi bracia oraz kuzyni pokonali ostatecznie Askańczyków w 1388 r. i odzyskali posiadłości oraz znaczenie w północnych Niemczech, Otto otrzymał nominację na biskupa Verden, jednak faktycznie zdołał objąć to stanowisko dopiero w 1394 r. Jednocześnie jego stryj Albrecht obiecał mu następstwo w znajdującej się pod jego rządami archidiecezji Bremy. I faktycznie, po śmierci Albrechta w 1395 r. objął to stanowisko. Skupiając się na rozwoju ziem arcybiskupstwa prowadził pokojową politykę, jednak w 1404 r. wysłał swoje wojska na pomoc swemu uwięzionemu bratu, Henrykowi II.